# مالبي (كيبك)
مالبي، كيبك (بالإنجليزية: La Malbaie) هي مدينة كندية تقع في مقاطعة كيبك. تبلغ مساحة هذه المدينة 459.3427 (كم²)، ويبلغ عدد سكانها 8959 نسمة حسب إحصاء سنة 2006 م، بينما كان يسكنها 9143 نسمة في سنة 2001 م. تحتل هذه المدينة المرتبة رقم 425 بين مدن كندا حسب عدد السكان والمرتبة رقم 104 في المقاطعة. النمو سكاني في هذه المدينة يقدر بـ(-2).

## أعلام
- جوزفين كونان
- فرنسيس كابوت
- جوزفين غودرولت
- جون سيلفيان
- ألكسيس لابوينت

## وصلات خارجية
- الأطلس الحكومي لكندا
- إحصاءات كندا مع ساعة تعداد السكان نسخة محفوظة 23 مارس 2008 على موقع واي باك مشين.